# Бьоркман, Свен
Свен Бьоркман (швед. Sven Björkman) полковник Сил обороны Финляндии, участник Гражданской войны в Финляндии и Второй мировой войны .

## Личная жизнь
Свен Бьоркман родился 23 августа 1898 года в семье старшего юрисконсульта Густава Леонарда Бьоркмана и Эвы Матильды Лаурен, воспитательницы детского сада 
Крещен в евангелистско-лютеранской общине Хямеенлинна.
В 1917 поступил в Университет, но не закончил.
В 1926 женился на Рахиль Эмилии Марии Валлениус фин. Rakel Emilia Maria Wallenius.
В 1927 родилась дочь Кристина фин. Kristina.
В 1930 родилась дочь Юрса фин. Yrsa.
После отставки с 1951 по 1963 работал в компании Mensa Oy.
Умер 18 сентября 1981 года в возрасте 83 лет.

## Военная карьера
Во время Гражданской войны в Финляндии (27.1-15.5) в феврале 1918 года, Свен Бьоркман по мобилизации был зачислен в 1-й батальон Белого полка Северного Хяме, под командованием полковника Ганса Кальма (батальона Кальми) и участвовал в боях при Хяме. Предположительно, что с декабря 1918 по апрель 1919 года он состоял в добровольческой бригаде "Сыны Севера" фин. Pohjan Poikien и принимал участие в сражениях за независимость Эстонии.
После этого пошёл учиться военному делу в кадетский корпус и закончил его в 1923 как лейтенант запаса 
С 1923 по 1925 служил младшим офицером в Карельском гвардейском полку.
С 1925 по 1927 год служил адъютантом в штабе 2-й дивизии, получил чин капитана.
В 1929 году окончил Военную Академию. И с 1929 года служил офицером Генерального штаба Финляндии, выполнял канцелярскую работу в Оперативном отделе Генштаба.
Также с 1931 был адъютантом Президента государственного комитета обороны Карла Маннергейма и в 1935 получил звание майора. В 1937 был отправлен в учебную командировку в Германию.
Когда в сентябре 1939 года был создан танковый батальон из новых английских танков "Виккерс" и старых французских "Рено", майор Свен Бьёркман был назначен командиром Отдельной штурмовой танковой роты.

## Вторая мировая война

### Советско-финская "Зимняя" война(30.11.1939 - 12.03.1940)
Когда началась советско-финляндская война (1939-1940) с 30.11.1939 Карла Маннергейма назначили Верховным главнокомандующим, а Свена Бьоркмана с 05.12.1939 - командующим Бронетанкового батальона.
Из-за того, что финские войска получали трофеи в виде бронированной техники, хоть и повреждённой на поле боя (за время Зимней войны были взяты трофеями 131 танк Советской Армии) , майору Свену Бьоркману было поручено обеспечить ее эвакуацию и ремонт в Варкаусе. К 23 декабря 1939 года он выпустил распоряжение о создании Центральной ремонтной мастерской бронетанковой техники в Варкаусе, её командиром был назначен инженер-майор Г. Руотци фин. G.Ruotzi.
Уже 6 февраля 1940, когда стало очевидным неравное соотношение танковых сил, бронетанковые роты с танками "Рено" были расформированы. Танки использовались на передовой как наблюдательные пункты, но все они были потеряны для Финской армии. Вся сохранившаяся боевая бронетехника была перемещена в Хаменлинна, где был создан Противотанковый учебный центр.
29 ноября 1940 Свену Бьоркману присвоено звание подполковника, после повторной учебной командировки в Германию.

### Финско-советская война-"продолжение"(25.06.1941 - 19.09.1944)
Для бронетанкового подразделения военная подготовка началась 17 июня 1941 года, когда всех резервистов подняли по тревоге и стали формировать батальон, который окончательно был сформирован к 20 июня 1941 года.
С 9.03.1942 Свен Бьёркман был назначен командиром бронетанковой бригады в составе вновь сформированной бронетанковой дивизии, под командованием генерал-майора Рубена Лагуса.
В 1943 присвоено звание полковника.

### Лапландская война(19.09.1944 - 27.04.1945)
С 19 декабря 1944 года, когда Финляндия вышла из коалиции с Германией и заключила Московское перемирие, одним из условий мирного договора было сокращение вооруженных сил Финляндии до состояния 1939 года, а это практически в два с половиной раза меньше, чем во время войны.
Уже в октябре 1944 года бронетанковое подразделение Свена Бьоркмана вошло в Рованиеми, откуда отступили войска нацистской Германии.
Учитывая, что войска  нацистской Германии дисциплинированно двигались в сторону Норвегии, Свен Бьёркман в декабре 1944 закончил воевать вместе со своей бронетанковой дивизией, которую сократили до батальона, но оставался на службе в Финской армии.

### Послевоенное время
С 1946 года Свен Бьёркман был начальником командного управления Генерального штаба.
С 1949 года по 1951 служил заместителем командира лёгкой бригады, после чего ушёл в отставку.

## Награды
- Орден Креста Свободы с мечами II класса фин. Vapaudenristi miekoin
- Немецкий Железный крест II класса фин. Eisernes Kreuz II. Klasse
- Немецкая медаль Восточного фронта фин. Ostmedaille
- Финская медаль за участие в Зимней войне фин. Talvisodan muistomitali
- Медаль за участие в Войне-продолжении фин. Jatkosodan muistomitali